# Andreas Skjold
Andreas Drinen Skjold (* 12. Oktober 1929 in Bergen; † 12. August 2003) war ein norwegischer Jazzposaunist.
Skjold begann seine Karriere 1947–1951 bei Finn Johannessen in Bergen, bevor er in Oslo (1952–1954) arbeitete, wo er Mitglied von Kjell Johansens Experimentalband war und mit Verden Rundt's All Stars spielte, mit dem auch erste Plattenaufnahmen entstanden. Ab 1954 lebte er in Stockholm und arbeitete bis 1975 in der dortigen Jazzszene, u. a. in den Orchestern von Malte Johnson, Bengt Hallberg, Thore Erling, Bengt Arne Wallin Harry Arnold, Putte Wickman, Arne Domnérus, Jan Johansson und Alice Babs; 1968–75 mit Carl-Henrik Norins Orchester. Nach seiner Rückkehr nach Norwegen 1975 leitete er die Bergen Big Band und ein eigenes Quintett (u. a. mit Vigleik Storaas und Helge Knutsen); ferner spielte er in Norwegen mit der Big Chief Jazzband (mit Tore Faye, Eivin Sannes) ferner mit Arvid Genius und Dag Arnesen. Im Bereich des Jazz war er von 1954 bis 1983 an 103 Aufnahmesessions beteiligt, außer den Genannten auch mit Monica Zetterlund, Lars Gullin, Georg Riedel und zuletzt mit Nils Breistein/Arvid Genius.